# 威斯基倫鎮區 (印地安納州克勞福德縣)
威斯基倫鎮區（英語：Whiskey Run Township）是位於美國印地安納州克勞福德縣的一個行政鎮區。

## 地方資料
根據2010年美國人口普查的數據，威斯基倫鎮區的面積為99.70平方千米，當中陸地面積為99.70平方千米，而水域面積為0.00平方千米。當地共有人口1911人，而人口密度為每平方千米19.17人。